# Hana
Hana je žensko osebno ime.

## Slovenske različice
Ana, Hanca, Hanča, Hani, Hanica, Hanika, Hanka, Hanuša 

## Tujejezikovne različice
- pri Angležih: Hannah
- pri Dancih: Hanne
- pri Čehih: Hanne, Hanuška, Hanulka, Hanka, Hany, Hanyška
- pri Fincih: Hanna
- pri Madžarih: Hanna
- pri Nemcih: Hannah, Hanka, Hanne
- pri Norvežanih: Hanna
- pri Poljakih: Hanna
- pri Švedih: Hanna

## Izvor in pomen imena
Ime Hana je svetopisemsko ime in izhaja enako kot Ana iz hebrejskega imena Hannáh, le to pa iz besede channah v pomenu besede »milost, naklonjenost«. Staro hebrejsko ime Hannah torej pomeni  »deležena (božje) milosti, ljubkosti«.

## Pogostost imena
Po podatkih Statističnega urada Republike Slovenije je bilo na dan 31. decembra 2007 v Sloveniji število ženskih oseb z imenom Hana: 1.498. Med vsemi ženskimi imeni pa je ime Hana po pogostosti uporabe uvrščeno na 147. mesto.

## Osebni praznik
V koledarju je ime Hana uvrščeno k imenu Ana; god praznuje 26. julija.